# Ampilly-les-Bordes
Ampilly-les-Bordes är en kommun i departementet Côte-d'Or i regionen Bourgogne-Franche-Comté i östra Frankrike. Kommunen ligger i kantonen Baigneux-les-Juifs som tillhör arrondissementet Montbard. År 2022 hade Ampilly-les-Bordes 81 invånare.

## Befolkningsutveckling
Antalet invånare i kommunen Ampilly-les-Bordes
Referens:INSEE